# Partícula
|  | Per a altres significats, vegeu «Partícula (desambiguació)». |

Les partícules se solen representar com punts. Aquesta figura podria representar el moviment dels àtoms d'un gas, persones en una multitud o estrelles del cel nocturn.

En ciències físiques, una partícula és un petit objecte localitzat al qual se li poden atribuir diverses propietats físiques tals com volum o massa. La paraula pren un sentit general que es refina segons l'aplicació que se'n necessiti en cadascun dels camps científics.
Que un objecte es pugui considerar una partícula o no depèn de l'escala del context; si la mateixa mida de l'objecte és petita o negligible, o si les propietats geomètriques i estructura són irrellevants, llavors es pot considerar una partícula. Per exemple, els grans de sorra d'una platja es poden considerar partícules perquè la mida d'un gra de sorra (~1 mm) és negligible si es compara amb la platja i, a més, les característiques solen ser irrellevants davant del problema plantejat. Tanmateix, els grans de sorra no serien considerats partícules si es comparessin amb el buckminsterful·lerè, per exemple (~1 nm).

## Propietats conceptuals

Les partícules són sovint representades com a punts. Aquesta figura podria representar el moviment d'àtoms en un gas, persones en multituds o estels en el cel nocturn.

El concepte de partícules és particularment útil quan el modelisme científic pot presentar complexitats o suposar una computació difícil.
Pot utilitzar-se per a fer suposicions simplificadores sobre els processos implicats. Francis Sears i Mark Zemansky, a University Physics, donen l'exemple de calcular el lloc d'aterratge i la velocitat d'una pilota de beisbol llançada a l'aire. Despullen gradualment a la pilota de beisbol de la majoria de les seves propietats, primer idealitzant-la com una esfera rígida i llisa, després menyspreant la  rotació, la flotabilitat i la fricció, reduint finalment el problema a la balística d'una clàssica partícula puntual. El tractament de grans nombres de partícules és l'àmbit de la física estadística.

### Mida de les partícules en la piròlisi
La mida de la partícula és un paràmetre important que té influència sobre els resultats de la piròlisi mitjançant la transmissió de calor. Per una mida de partícula entre 0,21-0,84 nm, la transmissió de calor és molt ràpida. Per una mida mitjana de partícula produeix una gran quantitat de quitrans. Això es pot deure al fet que les partícules amb una mida intermèdia no s'escalfen tan ràpidament i les més petites se sobreescalfen o surten del reactor amb el corrent de gas. Per a les partícules més grosses es tenen alts rendiments d'hidrocarburs i hidrogen, ja que aquestes queden retingudes més temps, produint principalment gasos i disminuint el rendiment del residu.

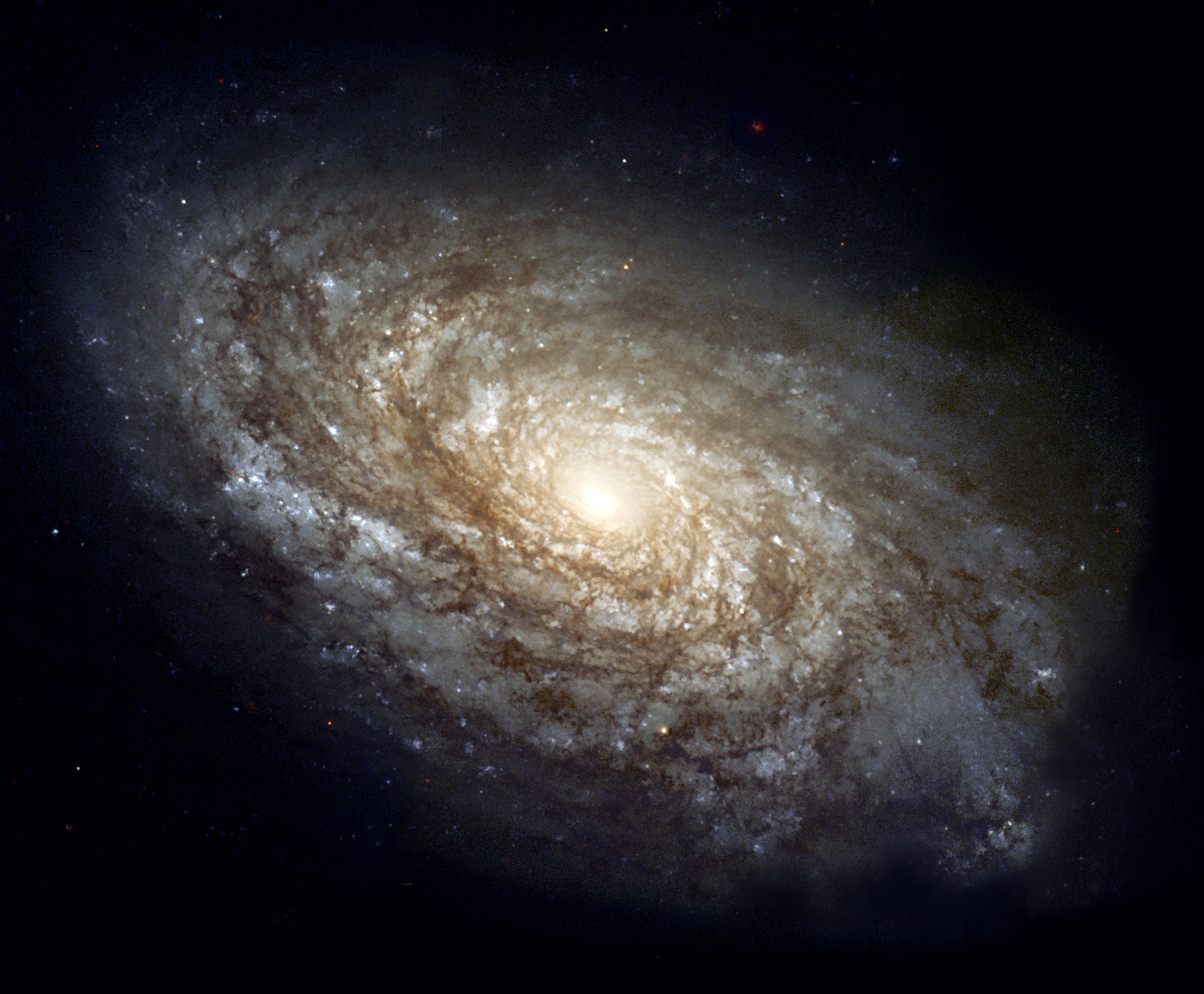
Les galàxies són tan grans que les estavelles poden ser considerades com a partícules relatives a aquestes.

El terme partícula és sovint aplicat de manera diferent de tres classes de grandàries.El terme partícula macroscòpica, sovint es refereix a partícules molt majors que els àtoms o molècules. Aquestes són normalment abstretes com punts materials, fins i tot encara que tenen volums, formes, estructures, etc. Exemples de partícules macroscòpiques podrien ser la pólvora, pols, sorra, trossos residuals durant un accident de trànsit, o fins i tot objectes tan grans com les estrelles d'una galàxia.
Un altre tipus, les partícules microscòpiques, fa referència sovint a les partícules les grandàries de les quals varien des d'àtoms a molècules, com ara el diòxid de carboni, nanopartícules, o col·loides. Aquestes partícules són estudiades en química, tant com en física atòmica i molecular. Les partícules més petites d'aquestes són les anomenades partícules subatòmiques, que concerneixen partícules més petites que àtoms. Aquestes inclourien partícules com ara els propis constituents dels àtoms – protons, neutrons, i electrons – tant com altres tipus de partícules que només poden ser produïdes per acceleradors de partícules o raigs còsmics. Aquestes partícules són estudiades en la física de partícules.
A causa de la seva grandària extremadament petita, l'estudi de les partícules microscòpiques i subatòmiques cau en territori de la mecànica quàntica. Aquestes exhibiran fenòmens demostrats en el model de partícula en una caixa, incloent-hi la dualitat ona-partícula, incloent la dualitat ona corpuscle, i si les partícules puguin ser considerades distintes o idèntiques.

### Composició

Un protó està compost per tres quarks.

Les partícules també poden classificar-se segons la seva composició. Les partícules compostes són les que tenen composició, és a dir, les que estan formades per altres partícules. Per exemple, un àtom de carboni-14 està format per sis protons, vuit neutrons i sis electrons. Per contra, les partícules elementals (també anomenades partícules fonamentals) són aquelles que no estan formades per altres partícules. Segons el nostre coneixement actual del món (Model estàndard de la física de partícules), només existeix un número molt reduït d'elles, com els leptons, els quarks i els gluones. No obstant això, és possible que algunes d'elles resultin ser partícules compostes i només semblin elementals de moment. Mentre que les partícules compostes poden considerar-se sovint puntuals, les partícules elementals són realment puntuals.

### Estabilitat
Se sap que tant les partícules elementals (com els muons) com les compostes (com els nuclis d'urani), sofreixen desintegració de partícules. Les que no ho fan es denominen partícules estables, com l'electró o un nucli atòmic d'heli-4. El  temps de vida de les partícules estables pot ser infinit o prou gran per a dificultar els intents d'observar aquestes desintegracions. En aquest últim cas, aquestes partícules es denominen "observacionalment estables". En general, una partícula decau d'un estat d'alta energia a un altre de menor energia emetent alguna forma de radiació, com l'emissió de fotons.

## Simulació de N-cossos
En física computacional, les simulacions de n-cossos (també anomenades simulacions de N-partícules) són simulacions de sistemes dinàmics de partícules sota la influència d'unes certes condicions, com estar subjectes a gravetat. Aquestes simulacions són molt comunes en cosmologia i dinàmica de fluids computacional.
N es refereix al nombre de partícules considerades. Com les simulacions amb N més alt són més intensives computacionalment, els sistemes amb un gran nombre de partícules reals sovint s'aproximaran a un nombre més petit de partícules, i els algorismes de simulació necessiten ser optimitzats a través de diversos mètodes.

## Distribució de partícules

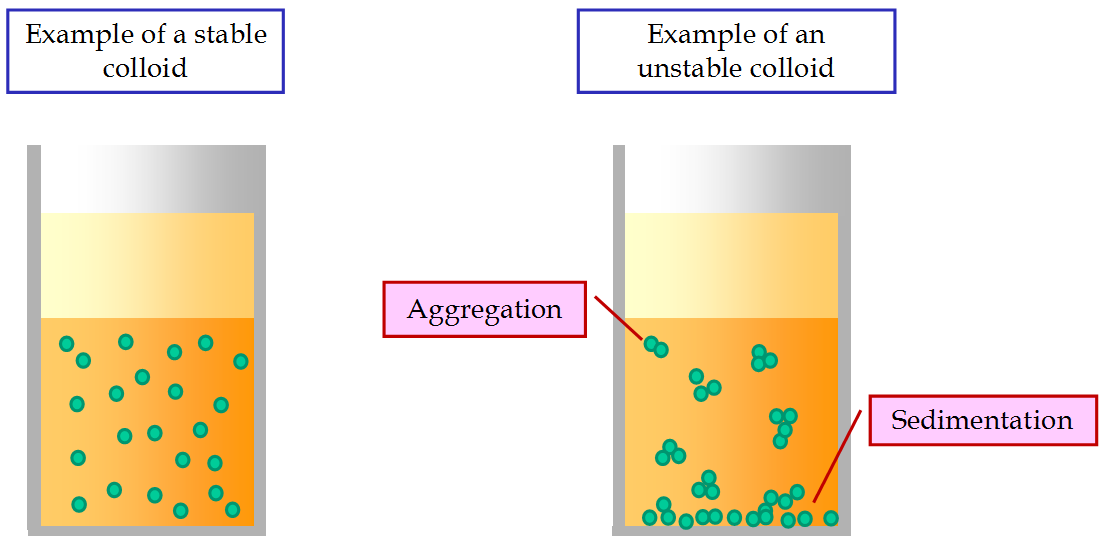
Exemples d'una dispersió col·loidal estable i d'una inestable

Les partícules col·loidals són els components d'un col·loide. Un col·loide és una substància microscòpicament dispersa de manera uniforme en una altra substància. Aquest sistema col·loidal pot ser sòlid, líquid, o gasós; així com continu o dispers. Les partícules en fase dispersa tenen un diàmetre aproximat d'entre 5 i 200 nanòmetres. Les partícules solubles més petites que això formaran una solució en contraposició a un col·loide. Els sistemes col·loidals (també dits solucions col·loidals o suspensions col·loidals) són el tema de la interfase i ciència col·loide. Els sòlids en suspensió poden mantenir-se en un líquid, mentre que les partícules sòlides o líquides suspeses en un gas formen conjuntament un aerosol. Les partícules també poden estar suspeses en forma de matèria particulada atmosfèrica, que pot constituir contaminació atmosfèrica. Les partícules de major grandària poden formar igualment escombraries marines o escombraries espacials. Un conglomerat de partícules sòlides macroscòpiques discretes pot descriure's com material granular.